# Club Vasco de Quiroga
Der Club Vasco de Quiroga war ein mexikanischer Fußballverein aus Irapuato im Bundesstaat Guanajuato. 

## Vereinsgeschichte
Der nach Vasco de Quiroga benannte Verein verbrachte lediglich eine Spielzeit in der zweiten mexikanischen Liga. Er ersetzte dort die auch nur eine Spielzeit in der Segunda División vertretene Mannschaft von Deportivo Irapuatense und zog sich seinerseits bereits nach nur einem Jahr wieder zurück.
Am Ende seiner einzigen Zweitligasaison 1960/61 belegte der Verein mit der Bilanz von 7 Siegen, 9 Remis, 22 Niederlagen und einem Torverhältnis von 42:82 den 17. Platz von insgesamt 20 Mannschaften. Seine höchsten Siege waren jeweils ein 3:0 gegen den Club Campesino Cataluña und bei den Petroleros de Salamanca. Die höchste Niederlage war ein 1:7 gegen den Club San Luis.

## Vasco de Quiroga in Irapuato
Vasco de Quiroga war der erste Bischof im Westen Mexikos, der in Irapuato einen hohen Stellenwert besitzt. Nach ihm sind dort ein Stadtviertel, eine Straße, die Universität, eine Schule, ein Krankenhaus und ein jährlich vergebener Preis benannt.